# Северная Азия

Северная Азия

Се́верная А́зия — регион Евразии, состоящий из Сибири и Дальнего Востока России. В современной России представляет собой её азиатскую часть: почти весь Уральский, весь Сибирский и весь Дальневосточный федеральные округа.

## География

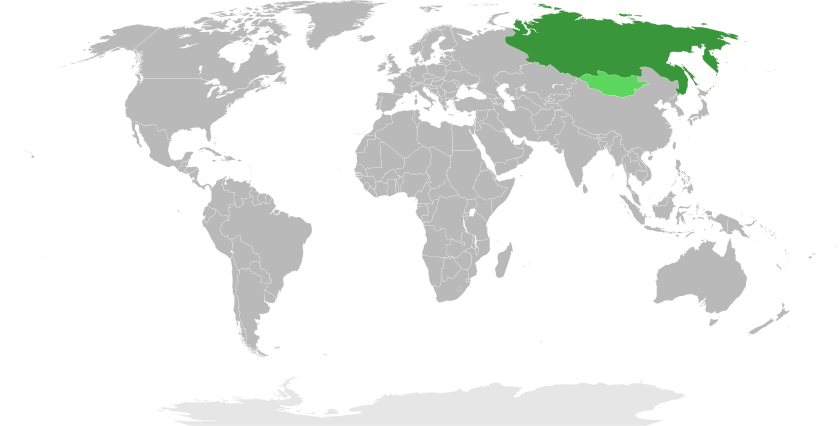
Северная Азия и Монголия

Северная Азия простирается от Уральских гор до Тихого океана и от Северного Ледовитого океана до южных границ России.
Почти вся территория покрыта тайгой.
Крупнейшие реки: Обь, Енисей, Лена, Иртыш, Ангара, Амур.
Крупнейшие озёра: Байкал, Таймыр, Ханка, Убсу-Нур, Чаны.
Крупнейшие города (более 250 тысяч человек, по убыванию численности населения):
- города-миллионеры (более 1 миллиона человек):
  - Новосибирск,
  - Екатеринбург,
  - Челябинск,
  - Омск,
  - Красноярск;
- город-субмиллионер (от 700 тысяч до 1 миллион человек) — Тюмень;
- города-полумиллионеры (500 тысяч — 700 тысяч человек):
  - Барнаул,
  - Иркутск,
  - Хабаровск,
  - Владивосток,
  - Томск,
  - Кемерово,
  - Новокузнецк;
- города населением от 250 тысяч до 500 тысяч человек:
  - Улан-Удэ,
  - Магнитогорск,
  - Сургут,
  - Чита,
  - Нижний Тагил,
  - Якутск,
  - Курган,
  - Нижневартовск.

## Население

### Численность населения
По состоянию на 1 января 2021 года на территории Уральского, Сибирского и Дальневосточного федеральных округов России проживало 37 275 609 человек, то есть около 25,6 % от общего населения страны.

### Народы
Большую часть населения составляют русские — крупнейший славянский народ. Также проживают коренные народы:
- финно-угорские (ханты, манси);
- самоеды (ненцы, энцы, нганасаны, селькупы);
- тюрки (волго-уральские и сибирские татары, алтайцы, долганы, телеуты, тувинцы, хакасы, шорцы, якуты);
- тунгусо-маньчжурские (эвенки, эвены, удэгейцы, орочи, ороки, ульчи, негидальцы);
- монгольские (буряты);
- палеоазиаты (алеуты, ительмены, коряки, нивхи, чукчи, юкагиры).

В ходе завоевания Северной Азии также возникли малочисленные субэтнические группы русских, такие как затундренные крестьяне, каменщики, камчадалы, кержаки, марковцы, «поляки», походчане, русские старожилы, русскоустьинцы, семейские, сибиряки, чалдоны, якутяне и другие.

## Прочее
- «Северная Азия» — понятие, встречаемое в англоязычных географических источниках с 1882 года[2].
- «Северная Азия» — общественно-научный журнал, издававшийся в СССР в 1920-х годах, всесоюзное общественно-политическое и экономическое издание ЦК РКП(б) (ЦК ВКП(б)).